# Catena Humboldt
La Catena Humboldt è una struttura geologica della superficie della Luna.